# Bob Klose
Bob Klose, pseudonimo di Rado Robert Garcia Klose (Cambridge, 30 giugno 1945), è un chitarrista britannico noto per essere stato il chitarrista solista dei Sigma 6, dei Tea-Set e dei Pink Floyd Sound, gruppi dai quali in seguito avrebbero preso vita i Pink Floyd.

## Biografia
(Richard Wright)
Bob Klose è figlio di un rifugiato della Germania Nazista e di una donna inglese che faceva parte del Women’s Land Army, un’organizzazione civile britannica creata durante la Prima Guerra Mondiale per permettere alle donne di lavorare nell’agricoltura per sostituire gli uomini arruolati nelle forze armate. Nel dopoguerra, a causa delle ristrettezze economiche, vive con la famiglia in una tenda vicino alla fattoria dove i genitori lavoravano. Divenuto adolescente va a studiare a Cambridge e poi a Londra dove segue i corsi di architettura e poi di scienze al Regent Street Polytechnic. A Londra, nel periodo della Swingin’ London, incontra un amico di Cambridge, Roger Waters che gli fa conoscere un gruppo musicale al quale collabora.
Fece parte quindi nel biennio 1963-1965 di una formazione che ebbe diversi nomi (Sigma 6, Spectrum Five, Leonard’s Lodgers e successivamente Tea Set) della quale facevano parte oltre a Waters, Richard Wright, Nick Mason e Chris Dennis.
Nel 1963 i Sigma 6, un gruppo rhythm 'n' blues formato da studenti della Regent Street Polytechnic School, persero il bassista Clive Metcalf e le due coriste Keith Noble e Juliette Gale.
Metcalf fu quindi sostituito al basso dall'allora chitarrista solista Roger Waters, e il chitarrista ritmico Richard Wright, incapace di sostenere da solo la linea di chitarra, propose a Klose di unirsi al gruppo (nel frattempo Wright passò alle tastiere).
I Sigma 6 continuarono con il loro repertorio rhythm 'n' blues, cambiando più volte nome (fra gli altri, Abdabs, Screaming Abdabs, Meggadeaths e infine Tea-Set). Altri nomi alternativi del gruppo furono Spectrum Five, Leonard's Lodgers e Pink Floyd Sound.
Bob Klose suonò gli ultimi mesi assieme a un nuovo chitarrista amico di Roger Waters, Roger Barrett detto "Syd". Presto però i contrasti musicali con il nuovo chitarrista ritenuto da lui troppo psichedelico e troppo pop per i suoi gusti più orientati verso jazz e rhythm 'n' blues, lo spinsero a lasciare il gruppo nel 1965, quando il nome della band era diventato "Pink Floyd Sound", nome ideato dallo stesso Barrett.
Di lui con i Tea-Set e i Pink Floyd Sound esistono le registrazioni di sei brani risalenti al 1965: I'm a King Bee, Lucy Leave, Butterfly, Remember Me, Double O Bo e Walk with Me Sydney. I primi due avrebbero dovuto costituire il primo singolo della band. Nel 2015 tutti questi brani sono stati pubblicati ufficialmente nell'EP 1965: Their First Recordings.
Si dedicò quindi alla fotografia intraprendendo una carriera in questo campo. Negli anni duemila collaborò come musicista agli album solisti di David Gilmour (che non aveva conosciuto ai tempi della sua permanenza nei Pink Floyd), comparendo nei suoi album On an Island (2006) e Rattle That Lock (2015).

## Discografia

### EP
- Pink Floyd - 1965: Their First Recordings (registrato nel 1965, pubblicato nel 2015)

### Collaborazioni
- David Gilmour - On an Island (2006) e Rattle That Lock (2015)
- Mudd - Claremont 56 (2006)
- Chico Hamilton - Juniflip (2006)
- Smith & Mudd - Blue River (2007)